# Абдул-Керім
Абдул-Керім (Абд ал-Керім) I (? — 1520) — хан Великої Орди у 1482—1485, 1488–1490, 1491 роках, 3-й астраханський хан у 1495—1504, 1509—1514 роках.

## Життєпис
Походив з роду Тукатимуридів, гілки династії Чингізидів. Син астраханського хана Махмуда. Після смерті останнього у 1476 році отримав якісь улус на південь від гирла Волги, а його брат Касим I став астраханським ханом.
1481 року скористався загибеллю Ахмата, хана Великої Орди, втрутившись в боротьбу за владу. Був оголошений частиною ординської знатті ханом (спільно з Саїд-Ахмадом II). Втім 1482 року ханом Великої Орди також став Шейх-Ахмад, який зрештою встановив контроль над Сарай-Берке.
Вів боротьбу з Шейх-Ахмадом до 1485 року, коли зрештою вимушений був відступити у донський степ. Тут з'єднався з Саїд-Ахмадом II, що на той час втік з кримського полону. Близько 1488 року оголошений співханом Великої Орди (разом з Саїд-Ахмадом II і Муртазою).
1490 року Абдул-Керім спільно з Саїд-Ахмадом II і Шейх-Ахмадом сплюндрував північні землі Кримського ханства, після чого союзники відступили до пониззя Дніпра. Тут довідалися про наступ хана Менґлі I Ґерая і Івана III, великого князя Московського, внаслідок чого відступили до Волги. Невдовзі Абул-Керім втратив титул хана.
У травні 1491 року за підтримки Шейх-Ахмада знову оголошений ханом. Але Абул-Керім погирквався з Мусою, бієм Ногайської Орди. Через грабіжницький напад на ногайські кочів'я. В той же час Шейх-Ахмад вступив з тим в союз. При цьому відбулося нове вторгнення тюменського хана Ібака. В результаті в листопаді того ж року Абдул-Керім вимушений був тікати, втративши титул хана.
1495 року повалив свого брата Касима I, захопивши владу в Астраханському ханстві. 1498 року відбив спробу військ Великої Орди захопити Хаджи-Тархан. 1501 року опинився в облозі ногайців. Зрештою Ямгурчі, бій Ногайської Орди, нав'язав Абдул-Керіму угоду, за якою астраханці мали щороку виплачувати ногайцям 40 тис. алтин грошима. Після знищення у 1502 році Сарай-Берке уклав політичні союзи з Кримським ханством. 1504 року повалений ногайцями на чолі із Хасан-бієм, які поставили на трон Касима, сина Саїд-Ахмада II.
У 1509 році за підтримки нового ногайського бія Агіша відновився на троні. Того ж року долучився до військового походу на Крим. Втім ще при переправі через Волгу на них напав кримський калга Мехмед Ґерай, що завдав ногайцям і астраханським татарам нищівної поразки.
У 1514 році опинився втягнутим у протистояння ногайських біїв Алчагира і Шейх-Мухаммеда. 1514 року повалений першим, замінений на брата Джанібека. Про подальшу діяльність обмаль відомостей. Припускають, що він помер або загинув близько 1520 року.